# Pauline Thizy
Pauline Thizy est une joueuse française de basket-ball née le 7 février 1990 à Saint-Étienne (Loire).
Son faible temps de jeu en LFB durant la saison 2010-2011 (« J'ai eu l'impression d'avoir perdu mon basket, je ne ressentais plus les choses. Quand on perd le plaisir en pratiquant sa passion, c'est dur. ») l'incite à s'engager en LF2 avec Perpignan pour la saison 2011-2012.

## Palmarès
- 2012: Championne de France Ligue 2 et montée en ligue féminine (Perpignan Basket)
- 2010 : Équipe de France Espoirs Féminines - Championnat d'Europe ( 4e place)
- 2009 : Équipe de France Juniors Féminines - Championnat du monde (7e place)
- 2008 : Équipe de France Juniors Féminines - Championnat d'Europe (4e place)
- 2006 : Équipe de France Cadettes - Championnat d'Europe (5e place)